# Synodontis violaceus
Synodontis violaceus е вид лъчеперка от семейство Mochokidae. Видът не е застрашен от изчезване.

## Разпространение
Разпространен е в Буркина Фасо, Гана, Гвинея, Камерун, Мали, Нигер, Нигерия, Того, Централноафриканска република и Чад.

## Описание
На дължина достигат до 30 cm.